# Acianthera brachiloba
Acianthera brachiloba är en orkidéart som först beskrevs av Frederico Carlos Hoehne, och fick sitt nu gällande namn av Alec M. Pridgeon och Mark W. Chase. Acianthera brachiloba ingår i släktet Acianthera och familjen orkidéer. Inga underarter finns listade i Catalogue of Life.